# Bokeem Woodbine
Pour les articles homonymes, voir Woodbine.
Bokeem Woodbine est un acteur américain, né le 13 avril 1973 à Harlem à New York (États-Unis).

## Biographie
Bokeem Woodbine naît le 13 avril 1973 dans le quartier d'Harlem à New York. Il y assiste aux cours à l'université Dalton dans le quartier d'Upper East Side, avant d'être transféré à la Fiorello H. LaGuardia High School of Music & Art and Performing Arts dans le quartier de Lincoln Square à Manhattan.

## Filmographie

### Cinéma

#### Longs métrages
- 1994 : Crooklyn de Spike Lee : Richard
- 1994 : Jason's Lyric de Doug McHenry : Joshua Alexander
- 1995 : Les Black Panthers (Panther) de Mario Van Peebles : Tyrone
- 1995 : Génération sacrifiée (Dead Presidents) d'Albert et Allen Hughes : Cleon
- 1996 : Freeway de Matthew Bright : Chopper Wood
- 1996 : Rock (The Rock) de Michael Bay : le sergent Crisp
- 1996 : The Elevator d'Arthur Borman, Nigel Dick et Rafal Zielinski : Malcolm
- 1997 : Gridlock'd de Vondie Curtis-Hall : Mud (non crédité)
- 1998 : Caught Up de Darin Scott : Daryl Allen
- 1998 : Big Hit (The Big Hit) de Kirk Wong : Crunch
- 1998 : Les Premiers Colons (Almost Heroes) de Christopher Guest : Jonah
- 1999 : Wishmaster 2 (Wishmaster 2: Evil Never Dies) de Jack Sholder : M. Tarraion (vidéo)
- 1999 : Perpète (Life) de Ted Demme : « Can't Get Right »
- 1999 : The Runner de Ron Moler : 477
- 1999 : All the Rage de James D. Stern : Agee
- 2000 : BlackMale de George et Mike Baluzy : Jimmy Best
- 2001 : Destination: Graceland (3000 Miles to Graceland) de Demian Lichtenstein : Franklin
- 2001 : Vampire World (The Breed) de Michael Oblowitz : Steve Grant
- 2002 : Hard Cash de Predrag Antonijević : Rock
- 2002 : Sniper 2 de Craig R. Baxley : Cole (vidéo)
- 2003 : Alertes à la bombe (Detonator) de Jonathan Freedman : Jake Forrester
- 2004 : Ray de Taylor Hackford : Fathead Newman
- 2005 : The Circle de Yuri Zeltser : le policier
- 2005 : Blood of a Champion de Lawrence Page : Shadow (vidéo)
- 2005 : Edmond de Stuart Gordon : le prisonnier
- 2006 : 18 Fingers of Death! de James Lew : Billy Buff
- 2006 : Confessions de Lawrence Page : Miles Adams
- 2006 : The Champagne Gang de Daniel Zirilli : le star Rock, lui-même
- 2007 : The Last Sentinel de Jesse V. Johnson : Anchilles
- 2008 : The Poker House de Lori Petty : Duval
- 2008 : Le 5ème Commandement (The Fifth Commandment) de Jesse V. Johnson : Miles Templeton
- 2009 : Black Dynamite de Scott Sanders : Black Hand Jack
- 2009 : A Day in the Life de Sticky Fingaz : « Bam Bam »
- 2009 : Gun for Hire de Jesse V. Johnson : Chinatown Pete
- 2010 : Devil de John Erick Dowdle : le gardien
- 2010 : Across the Line (Across the Line: The Exodus of Charlie Wright) de R. Ellis Frazier : Miller (vidéo)
- 2011 : Little Murder de Predrag Antonijević : Lipp
- 2012 : Total Recall : Mémoires programmées (Total Recall) de Len Wiseman : Harry
- 2012 : Letting Go de Jake Torem : Mark
- 2013 : Caught on Tape de Sticky Fingaz : Tyrone
- 2013 : Les Âmes vagabondes (The Host) d'Andrew Niccol : Nate
- 2013 :  Five Thirteen de Kader Ayd : Nestor
- 2013 : Riddick de David Twohy : Moss
- 2013 : 1982 de Tommy Oliver : « Scoop »
- 2013 : They Die by Dawn de Jeymes Samuel : Bill Picket
- 2014 : For Love or Money de Roger Melvin : Jacoby
- 2014 : Jarhead 2 (Jarhead 2: Field of Fire) de Don Michael Paul : Danny Kettner
- 2014 : Guardian Angel de Vahik Pirhamzei : l'inspecteur Jackson
- 2015 : Mad Dog (AWOL-72) de Christian Sesma : Myron
- 2015 : Blackwater (The Night Crew) de Christian Sesma : Crenshaw
- 2017 : Spider-Man: Homecoming de Jon Watts : Hermann Shultz / Shocker
- 2018 : Billionaire Boys Club de James Cox : Tim Pitt
- 2018 : Overlord de Julius Avery : Rensin
- 2019 : In the Shadow of the Moon de Jim Mickle : Maddox
- 2019 : Queen and Slim de Melina Matsoukas : Oncle Earl
- 2020 : Spenser Confidential de Peter Berg : Driscoll
- 2021 : SOS Fantômes : L'Héritage (Ghostbusters: Afterlife) de Jason Reitman : le shérif Domingo
- 2022 : The Inspection d'Elegance Bratton : Leland Laws
- 2023 : Old Dads de Bill Burr

#### Courts métrages
- 2001 : The Road to Graceland de Brian Ash : Franklyn (voix)
- 2009 : Three Bullets de Ron Yuan : Bo
- 2011 : License to Reproduce de A.D. Massi : l'agent Troy Peterson

### Télévision

#### Téléfilms
- 1993 : Meurtres à Brooklyn (Strapped) de Forest Whitaker : Diquan Mitchell
- 2000 : Sacrifice (en) de Mark L. Lester : l’agent Gottfried
- 2002 : R.U.S./H. de Gary Fleder
- 2003 : Jasper, Texas de Jeffrey W. Byrd : Khalid X
- 2003 : Blitt Happens de Bobby et Peter Farrelly
- 2011 : Mission Commando (Flesh Wounds) de Dan Garcia : Jackie
- 2014 : The Fright Night Files de Russ Parr et R. L. Scott : Isaiah
- 2016 : The Infamous d'Anthony Hemingway : Shannon Reese

#### Séries télévisées
- 1993 : CBS Schoolbreak Special : Steve Newberg (saison 10, épisode 3 : Love Off Limits)
- 1995 : X-Files : Aux frontières du réel (X-Files) : Sammon Roque (saison 3, épisode 5 : The List)
- 1997 : New York Undercover : Mobster (saison 3, épisode 23 : No Place Like Hell)
- 1999 : Les Soprano (The Sopranos) : l'immense génie (saison 1, épisode 10 : A Hit is a Hit)
- 2000 : Battery Park (en) : Derek Finley (6 épisodes)
- 2000 : Soul Food : Les Liens du sang (Soul Food) : l'inspecteur Conrad (saison 1, épisode 8 : Bad Luck)
- 2000 : City of Angels : Dr Damon Bradley (4 épisodes)
- 2003 : Fastlane : Super G. (saison 1, épisode 19 : Overkill)
- 2004 : Les Experts : Miami (CSI: Miami) : Byron « B-Slick » Middlebrook (saison 3, épisode 2 : Pro Per)
- 2005 : Bones : Randall Hall (saison 1, épisode 6 : The Man in the Wall)
- 2006 : The Evidence : Les Preuves du crime (The Evidence) : Chaz Roberts (saison 1, épisode 7 : Stringers)
- 2006 : Blade (Blade: The Series) : « Steppin' Razor » (2 épisodes)
- 2007 : Shark : Willy Tarver (saison 1, épisode 11 : The Wrath of Khan)
- 2007 : New York, section criminelle (Law and Order: Criminal Intent) : Gordon « G-Man » Thomas (saison 6, épisode 14 : Flipped)
- 2007-2009 : Saving Grace : Leon Cooley (28 épisodes)
- 2011-2012 : Southland : l'agent Jones (5 épisodes)
- 2013 : Payday : Simmons (saison 1, épisode 4 : The Elephant)
- 2015 : Battle Creek : Devin (saison 1, épisode 8 : Old Wounds)
- 2015 : Chicago Police Department (Chicago P.D.) : Derek Keyes (saison 3, épisode 1 : Life Is Fluid)
- 2015 : Life in Pieces : l'officier Wood (saison 1, épisode 3 : Sleepy Email Brunch Tree)
- 2015-2020 : Fargo : Mike Milligan (11 épisodes)
- 2016 : Drunk History : George Washington (saison 4, épisode 10 : Hamilton)
- 2017 : Underground : Daniel (8 épisodes)
- 2017 : Snowfall : Knees (saison 1, épisode 6 : A Long Time Coming)
- 2018 : Classé sans suite (Unsolved) : l'inspecteur Daryn Dupree (10 épisodes)
- 2019-2021 : Wu-Tang: An American Saga : Jerome (6 épisodes)
- 2022-2024 : Halo : Soren-066, un ancien Spartan devenu chef de file indépendantiste
- 2024 : Ripley  (série télévisée) : le détective Alvin McCarron

## Voix francophones
En France, Frantz Confiac est la voix régulière de Bokeem Woodbine. Jean-Paul Pitolin l'a également doublé à trois reprises.
En France
| - Frantz Confiac dans : - Total Recall : Mémoires programmées - Riddick - Fargo (série télévisée) - Spider-Man: Homecoming - Overlord - In the Shadow of the Moon - Spenser Confidential - SOS Fantômes : L'Héritage - Wu-Tang: An American Saga (série télévisée) - Old Dads - Jean-Paul Pitolin, dans : - Rock - Destination : Graceland - Les Experts : Miami (série télévisée) | - Pascal Casanova dans : - Ray - Southland (série télévisée) - Günther Germain dans - Saving Grace (série télévisée) - Les Âmes vagabondes - Gilles Morvan dans : - Devil - Ripley (mini-série) Et aussi - Lionel Henry dans Wishmaster 2 - Karim Barras dans Underground (série télévisée) - Lucien Jean-Baptiste dans Queen and Slim - Jérôme Rebbot dans Halo (série télévisée) - Asto Montcho dans Government Cheese (en) (série télévisée) |